# Svitramia petiolata
Svitramia petiolata är en tvåhjärtbladig växtart som beskrevs av R.Romero och Angela Borges Martins. Svitramia petiolata ingår i släktet Svitramia och familjen Melastomataceae. Inga underarter finns listade i Catalogue of Life.